# James Barry (pintor)

James Barry (Cork, Irlanda, 11 de octubre de 1741 – 22 de febrero de 1806) fue un pintor irlandés que ingresó en la Royal Academy en 1773 aunque sería expulsado posteriormente.
Decidido a pintar temas de su agrado más bien que seguir las instrucciones de los directores, Barry es catalogado como uno de los primeros artistas románticos irlandeses. Permaneció prácticamente desconocido hasta que en 1983, una exposición dedicada a él en la Galería Tate permitió el redescubrimiento de este artista.
Experto en la obra de pintores renacentistas como Rafael Sanzio, Leonardo da Vinci, Miguel Ángel y Tiziano, es estimado como uno de los más importantes artistas irlandeses.

## Obra

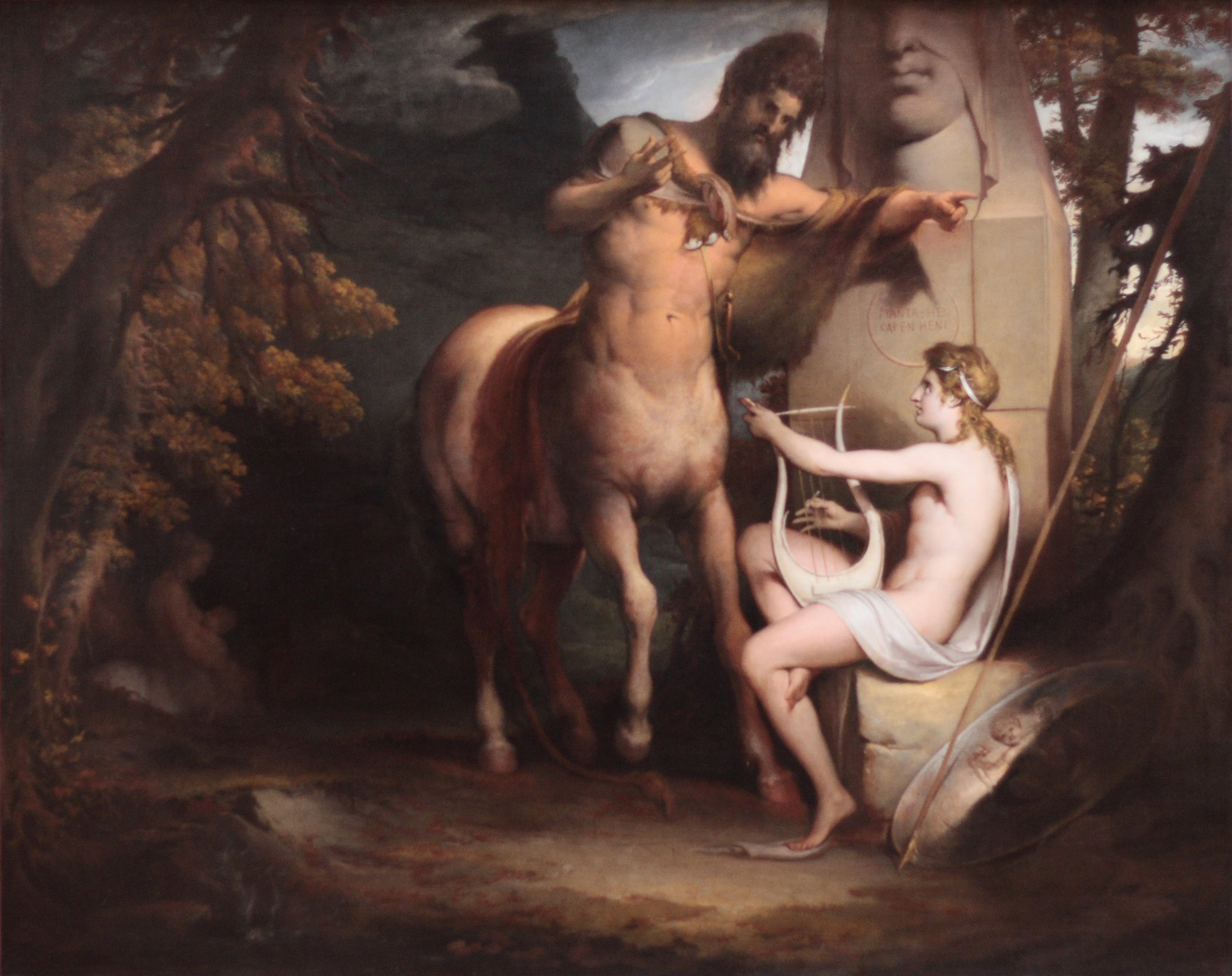
La educación de Aquiles, 1772, Yale Center for British Art.

Barry creó sus obras en torno a la mitología, los retratos (entre ellos los propios) y escenas costumbristas, de las que se puede resaltar:
- Autorretrato (1767)
- La tentación de Adán, 1767-70
- Philoctetes (1770)
- La educación de Aquiles (1772)
- Lear llora la muerte de Cordelia (1774)
- La muerte del general Wolfe (1776)
- Autorretrato como Timantes, (1780-1803)
- Júpiter y Juno en el monte Ida (1790-1799)
- El triunfo de la navegación o Río Támesis (1792)
- Autorretrato (1803)
- Escena infantil (1806)
- Retrato de Samuel Johnson